# International Accounting Standard 2
Der International Accounting Standard 2 (IAS 2) mit dem deutschen Titel Vorräte (im englischen Original: Inventories) ist ein Rechnungslegungsstandard des International Accounting Standards Board (IASB), der die Bilanzierung von Vorräten regelt. Der Standard hat trotz des Namens innerhalb der IFRS eine weit über die Bilanzierung von Vorräten hinausreichende Bedeutung, da in vielen anderen Standards auf die dort formulieren Bewertungsvorschriften verwiesen wird.

## Zielsetzung
Der Standard regelt die Bilanzierung der Bilanzposition Vorräte innerhalb des Umlaufvermögens (current assets). Die Vorschriften fokussieren die Ermittlung der Anschaffungs- oder Herstellungskosten beim erstmaligen Ansatz und die  Folgebewertung.

## Anwendungsbereich
Der Standard ist grundsätzlich auf alle Vorräte anzuwenden. Als Vorräte definiert IAS 2.6 alle Vermögenswerte, die
- im Laufe der ordentlichen Geschäftstätigkeit für einen Verkauf bereitgehalten werden
- sich im Herstellungsprozess für einen solchen Verkauf befinden
- als Roh-, Hilfs- und Betriebsstoffe im Herstellungsprozess genutzt werden sollen.

Gemäß IAS 2.2. fallen jedoch ausdrücklich nicht unter IAS 2:
- unfertige Erzeugnisse langfristiger Fertigungen (IAS 11)
- Finanzinstrumente (IFRS 9, IAS 32, IAS 39)
- Vorräte von Erzeugern land- und forstwirtschaftlicher Erzeugnisse (IAS 41)

Darüber hinaus gelten Ausnahmen für Mineralien (IFRS 6) und Vorräte von Warenmaklern, welche bei  der Bewertung die retrograde Methode anwenden.

## Wertansatz
Vorräte sind nach IAS 2 zum niedrigeren Wert aus historischen Anschaffungs- oder Herstellungskosten und Nettoveräußerungswert zu bewerten (IAS 2.9). Eine Zuschreibung über die historischen Kosten hinaus, wie sie vom IASB im Rahmen des Fair-Value-Accounting in späteren Standards eingeführt wurde, ist nach IAS 2 nicht vorgesehen.

### Anschaffungskosten nach IAS 2.11
Die Anschaffungskosten beinhalten:
- den tatsächlichen Kaufpreis
- Einfuhrzölle und sonstige Abgaben
- Transport-, Bereitstellungskosten bzw. sonstige Kosten die dem beschafften Gütern direkt zugeordnet werden können

Preisvergünstigungen, gewährte Rabatte und Ähnliches werden dem Kaufpreis direkt abgezogen.

### Herstellungskosten nach IAS 2.12
Die Herstellungskosten beinhalten:
- direkt zuordenbare Produktionskosten, etwa Fertigungslöhne
- systematisch zugeordnete fixe und variable Produktionsgemeinkosten
- ggf. Fremdkapitalkosten (nur bei Vorliegen eines qualifizierten Vermögenswertes)[1]

## Einzelbewertung und Sammelbewertung
Nicht austauschbare Vorräte sind gemäß IAS 2.23 einzeln zu bewerten (Grundsatz der Einzelbewertung). Eine Sammelbewertung ist nur zulässig, wenn es sich um gewöhnlich austauschbare Gegenstände handelt (IAS 2.25). Im Rahmen einer Sammelbewertung zulässige Verfahren sind das FIFO-Verfahren und das Durchschnittsverfahren. Die LIFO-Methode entfiel im IAS 2004 im Zuge des 2003 durchgeführten IAS „Improvement-Projects“.

## Versionen und Geltung in der Europäischen Union
Die derzeit gültige Version des IAS 2 datiert von 2003 und ist am 1. Januar 2005 in Kraft getreten. Diese Version gilt mit Verordnung der Europäischen Kommission vom 29. Dezember 2004 ab dem 1. Januar 2005 auch in der Europäischen Union (vgl. auch:International Accounting Standards).